# Gouvernorat de Menufeya
Le gouvernorat de Menufeya est un gouvernorat de l'Égypte. Il se situe dans le nord du pays, sur le delta du Nil. Sa capitale est Shibin El Kom.